# Джеррі Фодор
Джеррі Алан Фодор (англ. Jerry Alan Fodor; 22 квітня 1935 — 29 листопада 2017) — американський філософ та психолінгвіст-експериментатор. Автор багатьох робіт з філософії свідомості та когнітивної науки, де серед усього іншого показав основні ідеї про модулярність свідомості та висловив гіпотезу про мову мислення. Є одним з найбільш впливових філософів свідомості кінця XX — початку XXI століття. Зробив значний вплив на розвиток когнітивної науки.

## Життєпис
Народився 1935 року в Нью-Йорку, США.
- 1956 — бакалавр мистецтв і гуманітарних наук, Колумбійський університет;
- 1960 — докторська дисертація з філософії, Принстонський університет (під керівництвом Гіларі Патнема);
- 1959—1986 — робота на факультеті Массачусетського Технологічного Інституту, Кембридж, Массачусетс;
- 1986—1988 — професор City University of New York (Міський Університет Нью-Йорка);
- З 1988 до сьогодні — професор філософії і когнітивних наук Rutgers University (Рутгерський університет), Нью-Джерсі.

Крім цьогоПостійний автор London Review of Books
Був членом багатьох товариств
- Фі Бета Каппа
- Американська Академія мистецтв і наук (American Academy of Arts and Sciences)

Мав численні нагороди та звання:
- Почесний член правління штату Нью-Йорк;
- Член Товариства Вудро Вільсона (Принстонський університет);
- Президент Товариства Гріна (Принстонський університет);
- Член Програми Фулбрайта (Оксфордський університет);
- Член Товариства при Центрі поглибленого вивчення наук поведінки;
- Член Товариства Ґуґґенгайма.

Як описує Джеррі Фодора його колишній колега з Університету Рутгерса, філософ Колін Макґінн: 
| «… Це справжній джентльмен, схильний до великих дискусій. Він сором'язливий і балакучий одночасно… відмінний полеміст з досить сприйнятливою душею… … Поява Джеррі Фодора на факультеті Рутгерса була одразу помічена, і за спільною згодою ми визнали, що це провідний філософ свідомості у світі на сьогоднішній день». |

## Посередницька роль ментальних репрезентацій
З 1975 Джеррі Фодор опублікував ряд статей, де висуває свою точку зору про те, що ментальні репрезентації здійснюють усі ментальні процеси людини; вони, таким чином, є ментальними посередниками, яким властиві ключові характеристики мови. Це «виливається» у нову гіпотезу про можливе існування мови мислення, як він сам його назвав «менталізм». Джеррі Фодор висуває наступні тези:
- По-перше, «Пропозиціональні відносини реалізуються через відносини всередині ментальних пропозицій, сформульованих мовою мислення суб'єкта»[8]. Вважається, що поведінка людини, її ментальне становище визначається її судженнями та бажаннями. «Менталізм» різною мірою розвинений у всіх людей, але у кожного з нас є певний набір ментальних репрезентацій (певна система), схожа на природномовну систему.

- По-друге, психологічно релевантні каузальні властивості пропозиціональних відносин випливають з синтаксичних властивостей ментальних пропозицій, що реалізують дані відносини. У ментальних знаків є певні внутрішні властивості. Окремі пропозиції мають власний зміст, завдяки тому, що мають відносини із зовнішнім світом. Але два внутрішніх знаки можуть мати абсолютно однакові внутрішні властивості, а представляти різні репрезентації (наприклад, зображення коня і зебри).

- По-третє, семантичний зміст пропозиціональних відносин пояснюється семантичними характеристиками ментальної пропозиції. Семантичні характеристики ментальної пропозиції пояснюються її синтаксичною структурою і  семантикою елементів, що її утворюють.

## Модулярна свідомість
Найбільшу популярність Дж. Фодору принесла книга 1983 року «Модулярність свідомості». Вважається, що її витоки йдуть від вчення Іммануїла Канта та від теорії Франца Йозефа Галля (кінець 19 ст.), засновника напряму френології, який вважав, що будь-яка ментальна здатність має вираз у будові мозку — мається на увазі, що певні виступи на черепі людини говорять про її розум чи, навпаки, дурість. Теорія Галля була незабаром спростована, а ось теорія Фодора про модулярність свідомості отримала належний розвиток.
Ця книга стала в 1983 році справжнім маніфестом «нового підходу до розуміння когнітивної архітектури»; вона викликала бурхливі дискусії, що тривають донині. Припущення Фодора полягало в тому, що він переглянув теорію Ноама Чомскі. Він заявив, що „спеціальність“ мови — це не приватний, а загальний випадок. Архітектурна будова пізнання є „мозаїкою численних паралельних і відносно автономних у функціональному відношенні процесів, а зовсім не організоване в єдиний механізм ціле“. Послідовники даного підходу порівнюють свідомість зі швейцарським ножем, де є все необхідне в одному предметі — це зручний універсальний інструмент, який можна використовувати в різноманітних ситуаціях.
Джеррі Фодор поділяє свідомість на 3 специфічних модулі, що функціонують незалежно: провідники, системи входу і центральні системи. Провідники займаються тим, що перетворюють дані в зручні формати для обробки специфічними модулями, перцептивними системами — системами входу. На цьому рівні відбувається обчислення „параметрів предметного оточення“. Отримані репрезентації обробляються центральними системами, які займаються діяльністю вищих когнітивних процесів: формування думок і переконань, прийняття рішень і планування розумних дій. Думка Фодора така, що людська психіка неоднорідна за своєю структурою, складається (як описано вище) з блоків, кожному з яких запропонована своя функція. Вони всі інформаційно „інкапсульовані“ („informationally encapsulated“), тобто інші складові частини свідомості не можуть ні впливати, ні надавати будь-якого впливу на внутрішню роботу модуля, тільки на вихідні дані. Самі модулі мають доступ до інформації лише на нижчих рівнях процесів. Системи входу розв'язують обмежений клас задач. Центральні системи універсальніші; вони відкриті для інтеграції, в них можлива побудова будь-якої думки.
Джеррі Фодор сформулював 8 основних критеріїв для чіткої ідентифікації когнітивних модулів:
- Вузька спеціалізація — обмежена область дії будь-якого модуля; наприклад, якщо розглядати зір, то тут ми зможемо знайти дії з детекції краю і руху, сприйняття кольору тощо;

- Інформаційна закритість, або „інкапсулювання“ — приклад виразу можна розглянути в разі оптико-геометричної ілюзії Мюллера-Лаєра;

- Обов'язковість — незмінна обробка всіх сигналів, що надходять на вхід якого-небудь модуля; неможливість зупинки обробки або відмови від неї;

- Висока швидкість — оскільки процеси, що відбуваються на модулях, є обчислювальними рефлексами;

- Поверхнева обробка — всі отримані в модулях дані є поверхневими репрезентаціями; це лише „сирий“ матеріал, який ще належить обробити;

- Біологічне походження — можливо, що схожі модулі можуть бути виявлені в різних біологічних видах;

- Селективність випадінь — в роботі окремо взятого модуля можуть відбуватися порушення, однак на роботу інших модулів це пошкодження не впливає;

- Фіксованість нейроанатомічних механізмів — у кожного є своє власне місце.

На думку Бориса Величковського 3 останні ознаки „надали… особливий вплив на переорієнтацію всього комплексу когнітивних досліджень“
У роботі „Modularity of Mind“ («Модулярність свідомості») 1983 року Джеррі Фодор підтверджує точку зору, що сприйняття непізнаване. До цього вважалося (як вважається і зараз), що „сприйняття насичується пізнанням“, що люди бачать і відчувають те, що вони готові побачити, що багато чого з того, що люди відчувають, зумовлено багатьма факторами (зокрема економічними та соціальними). Люди вважали, що „вся наша метафізика визначається структурою мови, якою ми розмовляємо“. Джеррі Фодор подібну точку зору називає „релятивістським холізмом“, така точка зору дозволяє розглянути об'єкт дослідження тільки зсередини, одним цілим, і ніяк інакше. Фодор відкрито не приймає релятивізм, і ця ненависть проглядається через всі його роботи, оскільки вчений не сприймає фіксованості людської природи:
„Я ненавиджу релятивізм більше, ніж будь-що… … я думаю, що релятивізм — це, очевидно, помилкова теорія. Те, що він випускає з уваги — це, грубо кажучи, незмінна структура людської природи. Але в когнітивній психології заява про те, що структура людської природи незмінна, традиційно приймає форму твердження про гетерогенність пізнавальних механізмів і жорсткість організації пізнання, яка сприяє їхній інкапсуляції. Якщо існують модулі і здібності, значить не все впливає на все, не все пластичне. Чим би не було це Все, в ньому міститься, принаймні, більше, ніж Один елемент“ (Дж. Фодор).

## Суперечка Дж. Фодора з С. Пінкером
Після виходу книги відомого американського психолінгвіста, учня Ноама Чомскі, Стівена Пінкера «Як працює розум», Дж. Фодор написав книгу з відкрито „антіпінкеровською“ назвою «Мислення працює не так», де на прикладі модулярності мозку він пише про те, що людський мозок набагато краще розвинений, ніж мозок вищих приматів, і ставить питання: можливо, це сталося не завдяки еволюції, а через випадкові мутаційні зміни, які і „спровокували“ такий бурхливий розвиток людського мозку?
Для Дж. Фодора мислення, попри величезний накопичений матеріал, все ж залишається незбагненною загадкою людства, і що в ньому є головним, також невизначено. Тому цього вченого деколи називають „новим містиком від психології“.
Мозок „зібраний“ з незалежних модулів, кожен з яких обробляє тільки спеціалізовану інформацію. Подібна система влаштована досить складно, і якщо мозок справді діє по вищеописаній ознаці, то всі модулі ніяк не могли утворитися завдяки однієї мутації. Справа тут в еволюції.
Згідно з концепцією Дж. Фодора про модулярності свідомості, кожен модуль мозку обробляє тільки спеціалізовану інформацію. Отже, всі ці модулі не могли утворитися в один мозок тільки в результаті однієї мутації — швидше за все, тільки тривалий процес еволюції є причиною цього.
Коли книга Дж. Фодора тільки вийшла, було багато суперечок через дане питання. Вже сьогодні з'явилися експериментальні факти, які підтверджують, що саме еволюція була причиною. На одній з конференцій по людському геному, генетик Сванте Пааво розповів про одне своє дослідження з виявлення відмінностей між людськими генами та генами шимпанзе і макак. Відмінності виявилися мізерно малими: близько 1,3 відсотка. Але активність різних генів виявилася досить варіативна; якщо, припустимо, в клітинах печінки відмінності не надто помітні, то саме у мозку гени людини, шимпанзе і макаки працюють по-різному. Факти, надані дослідником Сванте Пааво, підтверджують думку Дж. Фодора про те, що модулярність мозку — складне завдання для однієї мутації в одному якому-небудь гені. Це були довгі і поступові зміни в багатьох генах, в результаті чого зараз ми маємо величезну відмінність людського мозку від мавпячого.

## Погляди на еволюцію
Подальший розвиток поглядів Фодора на еволюцію зображено в книзі What Darwin Got Wrong (2010), його спільній роботі з біологом Массімо Піателлі-Пальмаріні. Автори називають неодарвіністів „прикро некритичними“ і говорять, що теорія еволюції  Дарвіна „переоцінює внесок, який робить середовище проживання у формуванні фенотипу виду, і, відповідно, недооцінює вплив ендогенних змінних.“ Еволюційний біолог Джеррі Койн назвав цю книгу „глибоко помилковою критикою природного відбору“ і „такою ж біологічно необізнаною, як і химерною.“Філософ біології Олександр Розенберг критикував Фодора за неправильне розуміння механізму природного відбору, відзначаючи, що «коли філософ намагається поставити під сумнів міцно закріплену наукову теорію на чисто апріорній основі, то проблема не в теорії, а в філософії.»

## Критика
Однак ідеї Фодора не залишилися непоміченими і знайшли як своїх прихильників, так і супротивників.
Наприклад, в 1981 році, Деніел Деннет висунув контраргумент з приводу підсвідомої поведінки людини — те, що прямі репрезентації не є необхідними для пояснення пропозіціональних відносин. Ми часто приписуємо багатьом об'єктам людські можливості, «олюднюючи» їх, але ж ми насправді не вважаємо, що комп'ютер дійсно «думає» або «вважає», коли вирішує яку-небудь задачу. На мові «менталіз» ми також зуміємо осмислити («обміркувати») яку-небудь ідею.
У 1984 році Саймон Блекберн в одній зі статей запропонував таку ідею: Дж. Фодор пояснює вивчення  природних мов як процес, що підтверджує «мови думки», або «менталіз», і це, таким чином, залишає відкритим питання про те, чому ж «мова думки» («менталіз») сама по собі не вважається мовою, що вимагає ще й іншої більш фундаментальної репрезентативної основи, в якій формуються і підтверджуються гіпотези про те, що «менталезе» може бути вивчено.
Дж. Фодор заявив у відповідь, що «менталіз» унікальний саме в тому, що не повинен вивчатися за допомогою  рідної мови, оскільки є вродженим.
Звісно, знайшлися також і лінгвісти, які сперечаються з Фодором з інших питань. Кейт Бах звинувачувала Фодор за те, що він критикує лексичну семантику і багатозначність, заперечує наявність лексичних структур у таких загальних англійських дієсловах як get, keep, make і put. Він також «скидає» в загальну купу концептів такі поняття, як BACHELOR (холостяк), EFFECT (ефект), ISLAND (острів), TRAPEZOID (трапеція), VIXEN (лисиця), WEEK (тиждень) як примітивні, вроджені і неаналізовані, оскільки на думку Дж. Фодор, вони потрапляють в категорію, яку він називає «лексичними концептами». Для їх визначення в мові потрібно всього лише одне слово. У чому ж з Фодором сперечається К. Бах? Вона вважає, що, навпаки, ці концепти не можуть «вміщати» у собі одне поняття. Наприклад, «холостяк» — це з'єднання «чоловік» і «самотній»; «Лисиця» — «самка» і «лисиця» і так далі.

## Основні роботи
- The Structure of Language (with J.Katz), Prentice Hall, 1964, ISBN 0-13-854703-3.
- Psychological Explanation, Random House, 1968, ISBN 0-07-021412-3.
- The Psychology of Language (with T.Bever and M.Garrett), (with T.Bever and M.Garrett), McGraw Hill, 1974, ISBN 0-394-30663-5.
- The Language of Thought, Harvard University Press, 1975, ISBN 0-674-51030-5.
- Representations; Essays on the Foundations of Cognitive Science, Harvest Press (UK) and MIT Press (US), 1979, ISBN 0-262-56027-5.
- The Modularity of Mind: an Essay of Faculty Psychology, MIT Press, 1983, ISBN 0-262-56025-9.
- Psychosemantics: The Problem of Meaning in the Philosophy of Mind, MIT Press, 1987, ISBN 0-262-56052-6.
- A Theory of Content and Other Essays, MIT Press, 1990, ISBN 0-262-56069-0.
- Holism: a Shopper's Guide(with E.Lepore), Blackwell, 1992.
- Holism: a Consumer Update(with E.Lepore), Grazer Philosohische Studien, Vol 45. Rodopi, Amsterdam, 1993, ISBN 90-5183-713-5.
- The Elm and the Expert, Mentalese and Its Semantics, MIT Press, 1994, ISBN 0-262-56093-3.
- Concepts; Where Cognitive Science Went Wrong, Oxford University Press, 1998, ISBN 0-19-823636-0. ((PDF book))
- In Critical Condition, MIT Press, 1998, ISBN 0-262-56128-X.
- The Mind Doesn't Work This Way; The Scope and Limits of Computational Psychology, MIT Press, 2000, ISBN 0-262-56146-8.
- The Compositionality Papers (with E.Lepore), Oxford University Press, 2002, ISBN 0-19-925216-5.
- Hume Variations, Oxford University Press, 2003, ISBN 0-19-928733-3.